# Рычков, Егор Павлович
Его́р Па́влович Рычко́в (27 апреля 1913, деревня Чили, Вятский уезд, Вятская губерния — 30 мая 1991, Урюпинск, Волгоградская область) — старшина Красной армии, участник Великой Отечественной войны, полный кавалер ордена Славы.

## Биография
Родился в крестьянской семье. После окончания начальной школы устроился работать кочегаром на Кировскую писчебумажную фабрику.
В 1939 году был призван в Красную армию, до 1940 года проходил срочную службу в 123-й стрелковой дивизии на Дальнем Востоке, после которой был уволен в запас и вернулся на родину. В 1942 году был мобилизован в РККА, с июля 1943 года находился на действующем фронте. Служил в 4-й стрелковой дивизии. Участвовал в Брянской, Гомельско-Речицкой и Люблин-Брестских наступательных операциях советских войск.
Летом 1944 года в боях за Волынскую область. 21-22 июля в должности ездового 45-мм пушек 220-го стрелкового полка во время одного из боёв, под сильным огнём противника Рычков обеспечивал артиллерийскую батарею снарядами, а позже, несмотря на полученное ранение, сменил тяжело раненого наводчика пушки и дальнейшим огнём орудия уничтожил до 15 солдат вермахта. За этот подвиг 10 августа 1944 года он был награждён орденом Славы 3-й степени.
Ордена Славы 2-й степени Егор Павлович был удостоен за участие в боях близ города Цепемов (Польша). 5 августа 1944 года, уже в качестве командира расчёта 45-мм пушки, он сумел под огнём врага успешно форсировать Вислу, а после этого прицельным огнём орудия подавить 5 вражеских пулемётных гнёзд и уничтожить более 10 вражеских автоматчиков, чем во многом способствовал удержанию захваченного десантом плацдарма.
В ходе Варшавско-Познанской операции в боях на подступах к городу Франкфурт-на-Одере 8 февраля 1945 года Рычков Е. П. огнём своего орудия подавил три пулемётные точки противника, за что 14 апреля был награждён орденом Красной Звезды.
Весной 1945 года во время Берлинской стратегической операции в боях за предместья Берлина Егор Рычков, получивший к этому времени звание старшины, был удостоен ещё двух боевых наград. 16 апреля, при прорыве обороны противника на плацдарме на левом берегу реки Одер в районе населённого пункта Клессин севернее Франкфурта, расчёт Рычкова, поддерживая огнём орудия наступающую пехоту, поразил три пулемётные точки противника, за что Егор Павлович был представлен к награждению орденом Славы 1-й степени. А уже 25 апреля, за участие в бою на подступах к Берлину, в ходе которого он со своим расчетом смог отразить три контратаки противника, при этом уничтожив до 40 гитлеровцев и подбив самоходное орудие, был представлен к награждению орденом Красного Знамени.
Войну закончил на Эльбе у города Магдебург. В октябре 1945 года был демобилизован и вернулся домой. В 1960-е годы вместе с семьей переехал в город Урюпинск Волгоградской области, где работал кочегаром на мясоконсервном комбинате.

В 1966 году вступил в КПСС.
В 1968 году вышел на пенсию. Умер 30 мая 1991 года.

## Награды
- Орден Красного Знамени (8 июня 1945)[2];
- Орден Отечественной войны 1-й степени (6 апреля 1985)[3];
- Орден Красной Звезды (14 апреля 1945)[4];
- Полный кавалер ордена Славы:
Орден Славы 1-й степени (15 мая 1946 — № 2321)[1];
Орден Славы 2-й степени (9 ноября 1944 — № 5512)[5];
Орден Славы 3-й степени (10 августа 1944 — № 89644)[6];
- медали[1].